# Anna Lenah Elgström
Anna Helena (Anna Lenah) Maria Elgström, ibland Elgström-Collijn, född 29 december 1884 i Helsingborg, död 23 december 1968 i Stockholm, var en svensk författare. 
Elgström studerade konst i Stockholm och Paris och skrev i Morgon-Tidningen, först benämnd Social-Demokraten, till 1948. Hon var romersk katolik och aktiv inom kvinno- och fredsrörelsen. Hon var en av stiftarna till Rädda Barnen 1919.
Elgström var syster till Ossian Elgström. Hon gifte sig 1912 med teaterchefen Gustaf Collijn.